# Sapotaceae
Sapotaceae este o familie de plante cu flori din ordinul Ericales. Cuprinde aproximativ 800 de specii de arbori și arbuști grupate în 65 de genuri.

## Genuri
| - Amorphospermum - Aningeria - Argania - Aubregrinia - Aulandra - Autranella - Baillonella - Boerlagella Cogn. (câteodată inclus în Pouteria) - Breviea - Burckella - Capurodendron - Chromolucuma - Chrysophyllum - Delpydora - Diploknema - Diploon - Eberhardtia - Ecclinusa - Elaeoluma - Englerophytum | - Faucherea - Gluema - Inhambanella - Isonandra - Labourdonnaisia - Labramia - Lecomtedoxa - Leptostylis - Letestua - Madhuca - Manilkara - Mastichodendron - Micropholis - Mimusops - Neohemsleya - Neolemonniera - Nesoluma - Niemeyera - Northia - Omphalocarpum - Palaquium - Payena | - Pichonia - Planchonella Pierre (câteodată inclus în Pouteria) - Pouteria - Pradosia - Pycnandra - Sarcaulus - Sarcosperma - Sersalisia R.Br. (câteodată inclus în Pouteria) - Sideroxylon - Synsepalum - Tieghemella - Tridesmostemon - Tsebona - Van-royena Aubrév. (câteodată inclus în Pouteria) - Vitellaria - Vitellariopsis - Xantolis |